# Milhavet
Milhavet é uma comuna francesa na região administrativa da Occitânia, no departamento de Tarn. Estende-se por uma área de 4.28 km², e possui 89 habitantes, segundo o censo de 2018, com uma densidade de 21 hab/km².